# Гренд слем (рагби 15)
Гренд слем у рагбију 15 осваја репрезентација која успе да победи све противнике у купу шест нација и заврши такмичење без иједног нерешеног исхода или пораза. Последња репрезентација која је освојила гренд слем била је репрезентација Велса 2012, а највише пута (12 пута) гренд слем је освајала репрезентација Енглеске.
Рагби репрезентација Енглеске (13): 1913, 1914, 1921, 1923, 1924, 1928, 1957, 1980, 1991, 1992, 1995, 2003, 2016
Рагби репрезентација Велса (11): 1908, 1909, 1911, 1950, 1952, 1971, 1976, 1978, 2005, 2008, 2012
Рагби репрезентација Француске (9): 1968, 1977, 1981, 1987, 1997, 1998, 2002, 2004, 2010
Рагби репрезентација Шкотске (3): 1925, 1984, 1990
Рагби репрезентација Ирске (3): 1948, 2009, 2018